# صف مرگ

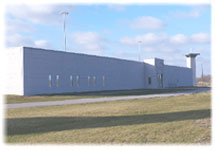
زندانی در شهر Terre Haute، ایالات متحده آمریکا

صف مرگ یا سالن اعدامی‌ها، مکانی از زندان است که افرادی که به دلیل جرایم سنگین حکم اعدام گرفته‌اند و در انتظار نوبت اعدام خود هستند، در آنجا نگه داشته می‌شوند. اصطلاح صف مرگ نیز دقیقاً به صف انتظاری اشاره دارد که در نهایت به اعدام و مرگ افراد ختم می‌گردد. گاهی در برخی از زندان‌ها سالن مجزایی برای اعدامیان وجود نداشته، اما همچنان زندانیان محکوم به اعدام را زندانیان صف مرگ می‌نامند. در ایالات متحده، پس از اینکه فردی در یک جرم مستحق اعدام بر اساس قوانین کیفری کشور، مجرم شناخته شود، قاضی این حق را به هیئت منصفه دادگاه می‌دهد که حکم اعدام یا حبس ابد بدون عفو مشروط برای فرد صادر کنند. در اینجا انتخاب با هیئت منصفه است که حکم اعدام را انتخاب کنند یا خیر، اما برای حکم اعدام هیئت منصفه باید متفق‌القول باشند. اگر هیئت منصفه دادگاه حکم اعدام صادر نماید، محکوم باید در صف مرگ باقی بماند تا پروسه اعتراض و قرار احضار زندانی که ممکن است سالها طول بکشد، طی شود.
مخالفان اشد مجازات ادعا می‌کنند که انزوا و عدم اطمینان یک زندانی در مورد سرنوشتش نوعی سوء استفاده روانشناختی محسوب می‌شود و به ویژه زندانیان صف مرگ، طولانی مدت در صورت عدم تحمل چنین شرایطی مستعد ابتلا به اختلالات روانی می‌باشند. از این امر به عنوان پدیده اعدام یاد می‌شود. ممکن است برخی از زندانیان دست به خودکشی بزنند.

## ایالات متحده
در ایالات متحده، زندانیان ممکن است برای انجام مراحل تجدید نظر پیچیده و وقت گیر که در این حوزه قضایی لازم است، سالها منتظر اجرای حکم بمانند. زمان بین مجازات و اعدام بین سالهای ۱۹۷۷ و ۲۰۱۰ به‌طور پیوسته افزایش یافته‌است، از جمله جهش ۲۲ درصدی بین ۱۹۸۹ و ۱۹۹۰ و جهش مشابه بین سالهای ۲۰۰۸ و 2009. در سال ۲۰۱۰، یک زندانی محکوم به اعدام به‌طور متوسط ۱۷۸ ماه (تقریباً ۱۵ سال) بین گرفتن و اجرای حکم اعدام منتظر ماند.
در ۱ اکتبر ۲۰۱۸، 2،۷۲۱ نفر با حکم اعدام در ایالات متحده وجود داشت. از سال ۱۹۷۷، ایالت‌های تگزاس (۴۶۴)، ویرجینیا (۱۰۸) و اوکلاهما (۹۴) بیشترین زندانیان محکوم به اعدام را اعدام کرده‌اند. از سال ۲۰۱۰، کالیفرنیا (۶۸۳)، فلوریدا (۳۹۰)، تگزاس (۳۳۰) و پنسیلوانیا (۲۱۸) بیش از نیمی از زندانیان را که در انتظار اعدام هستند را در خود جای داده‌اند. در سال ۲۰۰۸، طولانی‌ترین انتظار برای اعدام، مربوط به توماس نایت بود که بیش از ۳۹ سال انتظار کشید و نهایتاً وی در فلوریدا در سال ۲۰۱۴ اعدام شد.

## دیگر کشورها
هنگامی که در بریتانیا مجازات اعدام وجود داشت، هیچ «صف مرگی» وجود نداشت اما محکومان در «سلول محکومان اعدامی» نگه داری می‌شدند و از دیگر زندانیان عمومی جدا می‌شدند. زندانیان محکوم به اعدام حق یک بار درخواست تجدید نظر داشتند. اگر این تجدید نظر شامل نکته ای مهم در قانون می‌بود، آن را به مجلس اعیان بریتانیا ارجاع داده می‌شد و اگر تجدید نظر موفق بود، در آن زمان این حکم به حبس ابد تغییر می‌یافت. وزیر کشور بریتانیا قدرت داشت تا از با بهره‌گیری از سلطنت حاکم بر رحمت خود استفاده کند تا به اعدام بازگردد و حکم را به حبس ابد تغییر دهد. اساساً روند سریع محکومیت اعدام تا اجرای حکم، مجازات مجدد یا بازگرداندن به معنای این است که تعداد کم (در صورت وجود) زندانیان، در هر لحظه مجازات اعدام انجام پذیر باشد، بنابراین نیازی به «صف اعدام یا مرگ» نیست.